# 川崎市立東生田小学校
川崎市立東生田小学校（かわさきしりつ ひがしいくたしょうがっこう）は、神奈川県川崎市多摩区枡形4丁目にある公立小学校。

## 概要
当校は、生田小学校の分校として開校し、1966年（昭和41年）に独立開校した。

## 沿革
- 1960年（昭和35年） - 仮称第二生田小学校建設推進委員会が設立される[2]。
- 1962年（昭和37年） - 第一期工事が竣工（普通教室3室、管理室1室、給食室、便所）。この年から1965年（昭和40年）かけて、職員室、給食室、昇降口などもできた[2]。
- 1963年（昭和38年）
  - 4月1日[1] - 生田小学校の分校として開校（1 - 3学年・3学級）[2]。
  - プールを落成。
- 1965年（昭和40年） - 放送室と音楽室が完成[2]。
- 1966年（昭和41年）
  - 生田小学校の分校から独立し、東生田小学校として開校。開校時点は6学年9学級。校歌と校章を作成[2]。
  - 11月10日 - 開校式を挙行し、この日を開校記念日に定める[2]。
- 1968年（昭和43年） - 鼓笛隊を結成。新校舎と体育館を除いた建物を落成[2]。
- 1970年（昭和45年） - プレハブ校舎を設置[2]。
- 1971年（昭和46年）
  - 体育館を落成[2]。
  - 4月[3] - 一部学区を分離し、三田小学校が開校。分離式を本校にて挙行[2]。
  - プレハブ校舎を廃止[2]。
- 1974年（昭和49年） - 東生田小学校交通安全少年団を結成[2]。
- 1975年（昭和50年） - 若草山を設置。十周年のお祝いを開催[2]。
- 1980年（昭和55年） - プレハブ校舎を設置[2]。
- 1983年（昭和58年） - 新校舎の落成にともない、プレハブ校舎を廃止[2]。
- 1986年（昭和61年） - 二十周年のお祝いを開催[2]。
- 1987年（昭和62年） - 文部省海外帰国子女教育研究協力指定を受ける[2]。
- 1988年（昭和63年） - 日本語回復教室を開設[2]。
- 1989年（平成元年） - 放送スタジオを設置[2]。
- 1991年（平成3年） - 昆虫園を設置[2]。
- 1992年（平成4年） - プールを改修[2]。
- 1993年（平成5年） - せせらぎ広場を設置[2]。
- 1994年（平成6年） - 正門前の「遊友橋」開通式を挙行[2]。
- 1995年（平成7年） - 新校門を設置。三十周年のお祝いを開催[2]。
- 2002年（平成14年）4月1日 - 市民局運営により、敷地内に「わくわく広場」開始[2]。
- 2003年（平成15年）4月1日 - わくわくプラザを開設[2]。
- 2005年（平成17年）
  - 4月 - 校舎全面改築が決定[2]。
  - 11月19日 - 創立40周年記念式典および祝賀会を開催[2]。
  - 12月 - この月から翌年3月まで、校舎改築基本構想検討委員会を開催[2]。
- 2006年（平成18年）
  - 7月 - プールに日よけを整備[2]。
  - 10月 - この月から翌年3月まで、校舎改築実施設計ヒアリングを実施[2]。
- 2007年（平成19年）
  - 5月21日 - 仮校舎の工事開始[2]。
  - 7月18日 - 「校舎さよなら集会」第1部を開催[2]。
  - 7月30日 - 西校舎の解体開始[2]。
  - 8月31日 - 「校舎さよなら集会」第2部を開催[2]。
  - 9月9日 - 旧校舎を解体[2]。
- 2009年（平成21年）
  - 2月 - 新校舎と新体育館を落成[2]。
  - 3月 - 新校舎へプレハブ棟より移動し、入校式を挙行[2]。
  - 11月 - 新校舎落成記念式典および祝賀会を開催[2]。
- 2010年（平成22年）3月 - 新校庭が完成[2]。
- 2014年（平成26年）4月 - 通級指導教室を開設[2]。
- 2015年（平成27年）11月14日 - 創立50周年記念式典を挙行[2]。
- 2020年（令和2年）
  - 4月 - 国際教室を開設[2]。
  - 9月 - 「地域の寺子屋」を開設[2]。
- 2024年（令和6年）6月 - B棟校舎を設置し、使用開始[2]。

## 通学区域
- 生田2丁目（19～21番）
- 生田8丁目（全域）
- 東生田1丁目（全域）
- 東生田2丁目（全域）
- 東三田2丁目（全域）
- 枡形1丁目（全域）
- 枡形2丁目（全域）
- 枡形3丁目（全域）
- 枡形4丁目（全域）
- 枡形5丁目（全域）
- 枡形6丁目（全域）
- 枡形7丁目（全域）

出典：

## 進学先中学校
- 川崎市立生田中学校（東生田・東三田・桝形(3丁目～7丁目)から通う児童の進学先）
- 川崎市立枡形中学校（生田・桝形(1丁目・2丁目)から通う児童の進学先）

出典：

## 交通アクセス
- 小田急バス「向13系統 向ヶ丘遊園駅 - 明治大学正門線」・「（系統番号なし）向ヶ丘遊園駅 - 生田折返場線」（運行は土曜昼1本のみ）・神奈川中央交通「淵24系統 淵野辺駅北口 - 登戸駅線」（運行は土曜朝1本のみ）で、「東生田小学校前」停留所下車。
  - のりば1（明治大学正門行・生田折返場）から、学校正門まで、徒歩約165m・約4分。
  - のりば2（向ヶ丘遊園駅行）から、津久井道を跨ぐ歩道橋経由で、徒歩約115m・約2分（正門から停留所までの直線距離は約45m）。
- 小田急電鉄小田原線生田駅（北口）から、
  - 徒歩約875m・約13分。
  - 「生田駅前」停留所まで徒歩移動後、上述の小田急バス・神奈川中央交通バスに乗車し4分、「東生田小学校前」停留所下車。
    - ただし、生田駅前から東生田小学校前を経由する系統は、小田急「（系統番号なし）向ヶ丘遊園駅 - 生田折返場線」と神奈中「淵24系統 淵野辺駅北口 - 登戸駅線」だが、土曜日しか運行されない路線のみである。

## 周辺
- 五反田川
- 神奈川県道3号世田谷町田線（津久井道）
- 日向山ぼっこ広場
  - 根岸稲荷神社
- 小田急電鉄小田原線 - 線路は校地のすぐ南側を通るが、生田駅はやや離れている。
- 明治大学生田キャンパス